# La Religieuse (2013)
La Religieuse is een Franse film geregisseerd door Guillaume Nicloux, naar de gelijknamige roman van Denis Diderot.

## Verhaal
In de 18de eeuw wordt Suzanne Simonin (Pauline Étienne) tegen haar wil naar een klooster gestuurd. Ze vindt aanvankelijk wat troost bij moeder overste, maar die overlijdt kort na Suzanne's aankomst in het klooster. De nieuwe moeder overste blijkt een sadistische vrouw die in Suzanne haar favoriete slachtoffer vindt.

## Rolverdeling
- Pauline Étienne : Suzanne Simonin
- Françoise Lebrun : Madame de Moni, moeder overste van het klooster van Longchamp
- Isabelle Huppert : l'abbesse de Ste-Eutrope
- Louise Bourgoin : sœur Christine
- Alice de Lencquesaing : sœur Ursule
- François Négret : Maître Manouri
- Gilles Cohen : vader van Suzanne
- Lou Castel : baron de Lasson
- Marc Barbé : Père Castella
- Martina Gedeck : moeder van Suzanne
- Fabrizio Rongione : Père Morante
- Pierre Nisse : marquis de Croismare